# Lettische Badmintonmeisterschaft 1996
Die Lettische Badmintonmeisterschaft 1996 fand in Cēsis statt. Es war die 33. Auflage der nationalen Titelkämpfe von Lettland im Badminton.

## Titelträger
| Disziplin    | Sieger                           |
| ------------ | -------------------------------- |
| Herreneinzel | Mārtiņš Kažemaks                 |
| Dameneinzel  | Kristīne Tīruma                  |
| Herrendoppel | Mārtiņš Kažemaks Jānis Zagorskis |
| Damendoppel  | Kristīne Tīruma Linda Brice      |
| Mixed        | Mārtiņš Kažemaks Kristīne Šefere |